# Atletica leggera agli XI Giochi panafricani
Le competizioni di atletica leggera agli XI Giochi panafricani si sono svolte dal 13 al 17 settembre 2015 allo Stade Municipal de Kintélé di Brazzaville, nella Repubblica del Congo.

## Partecipanti
Secondo un conteggio non ufficiale, hanno partecipato alle competizioni di atletica élite 564 atleti provenienti da 48 distinte nazioni.
- Algeria (18)
- Angola (1)
- Benin (3)
- Botswana (17)
- Burkina Faso (10)
- Burundi (2)
- Camerun (14)
- Capo Verde (1)
- Rep. Centrafricana (3)
- Ciad (5)
- RD del Congo (9)
- Gibuti (5)
- Egitto (8)
- Guinea Equatoriale (2)
- Eritrea (20)
- Etiopia (64)
- Gambia (5)
- Ghana (20)
- Guinea (3)
- Costa d'Avorio (11)
- Kenya (61)
- Lesotho (11)
- Libia (1)
- Madagascar (2)
- Mali (7)
- Mauritania (2)
- Mauritius (14)
- Mozambico (4)
- Namibia (14)
- Niger (2)
- Nigeria (44)
- Rep. del Congo (41)
- Ruanda (4)
- São Tomé e Príncipe (2)
- Senegal (14)
- Seychelles (5)
- Sierra Leone (11)
- Somalia (3)
- Sudafrica (35)
- Sudan del Sud (7)
- Sudan (13)
- eSwatini (3)
- Tanzania (4)
- Togo (4)
- Tunisia (8)
- Uganda (9)
- Zambia (11)
- Zimbabwe (7)

## Risultati

### Uomini
| Specialità | Oro                                                                                  | Prestazione | Argento                                                                | Prestazione | Bronzo                                                                    | Prestazione |
| Corse piane |                                                                                      |             |                                                                        |             |                                                                           |             |
| 100 m (dettagli) | Ben Youssef Meïté                                                                    | 10.04       | Ogho-Oghene Egwero                                                     | 10.17       | Hua Wilfried Koffi                                                        | 10.23       |
| 200 m (dettagli) | Hua Wilfried Koffi                                                                   | 20.42       | Divine Oduduru                                                         | 20.45       | Tega Odele                                                                | 20.58       |
| 400 m (dettagli) | Isaac Makwala                                                                        | 44.35       | Boniface Mweresa                                                       | 45.01       | Onkabetse Nkobolo                                                         | 45.50       |
| 800 m (dettagli) | Nijel Amos                                                                           | 1:50.45     | Taoufik Makhloufi                                                      | 1:50.72     | Job Kinyor                                                                | 1:50.79     |
| 1500 m (dettagli) | Mekonnen Gebremedhin                                                                 | 3:45.73     | Abdi Waiss Mouhyadin                                                   | 3:45.98     | Salim Keddar                                                              | 3:46.31     |
| 5000 m (dettagli) | Getaneh Molla                                                                        | 13:21.88    | Leul Gebresilase                                                       | 13:22.13    | Thomas Longosiwa                                                          | 13:22.72    |
| 10000 m (dettagli) | Tebalu Zawude                                                                        | 27:27.19    | Leonard Barsoton                                                       | 27:27.55    | Adugna Takele                                                             | 27:28.40    |
| Corse a ostacoli |                                                                                      |             |                                                                        |             |                                                                           |             |
| 110 m ostacoli (dettagli) | Antonio Alkana                                                                       | 13.32       | Lyès Mokdel                                                            | 13.49       | Tyron Akins                                                               | 13.54       |
| 400 m (dettagli) | Abdelmalik Lahoulou                                                                  | 48.67       | Miloud Rahmani                                                         | 49.27       | Mohamed Sghaier                                                           | 49.32       |
| 3000 m siepi (dettagli) | Clement Kemboi Kimutai                                                               | 8:20.31     | Hillary Kemboi Cheserek                                                | 8:22.96     | Hailemariyam Amare                                                        | 8:24.19     |
| Staffette |                                                                                      |             |                                                                        |             |                                                                           |             |
| 4×100 m (dettagli) | Costa d'Avorio Christopher Naliali Hua Wilfried Koffi Arthur Cissé Ben Youssef Meïté | 38.93       | Namibia Even Tjiviju Hitjivirue Kaanjuka Dantago Gurirab Jesse Urikhob | 39.22       | Ghana Daniel Gyasi Solomon Afful Emmanuel Dasor Shepard Agbeko            | 39.71       |
| 4×400 m (dettagli) | Kenya Raymond Kibet Alex Sampao Kiprono Koskei Boniface Mweresa                      | 3:00.34     | Botswana Onkabetse Nkobolo Nijel Amos Leaname Maotoanong Isaac Makwala | 3:00.95     | Algeria Miloud Laradt Miloud Rahmani Sofiane Bouhedda Abdelmalik Lahoulou | 3:03.07     |
| Corse su strada |                                                                                      |             |                                                                        |             |                                                                           |             |
| Marcia 20 km (dettagli) | Lebogang Shange                                                                      | 1:26.43     | Samuel Ireri Gathimba                                                  | 1:26.44     | Wayne Snyman                                                              | 1:27.32     |
| Mezza maratona (dettagli) | Zersenay Tadese                                                                      | 1:03.11     | Luka Kanda                                                             | 1:03.27     | Hizkel Tewelde                                                            | 1:03.39     |
| Salti |                                                                                      |             |                                                                        |             |                                                                           |             |
| Salto in alto (dettagli) | Kabelo Kgosiemang                                                                    | 2.25        | Ali Mohd Younes Idriss                                                 | 2.22        | Chris Moleya                                                              | 2.22        |
| Salto con l'asta (dettagli) | Hichem Khalil Cherabi                                                                | 5.25        | Jordan Yamoah                                                          | 5.20        | Mohamed Romhdana                                                          | 5.10        |
| Salto in lungo (dettagli) | Ndiss Kaba Badji                                                                     | 7.74        | Mamadou Gueye                                                          | 7.69        | Romeo N'tia                                                               | 7.44        |
| Satlto triplo (dettagli) | Tosin Oke                                                                            | 17.00       | Olumide Olamigoke                                                      | 16.98       | Mamadou Chérif Dia                                                        | 16.54       |
| Lanci |                                                                                      |             |                                                                        |             |                                                                           |             |
| Getto del peso (dettagli) | Franck Elemba                                                                        | 20.25       | Mohamed Magdi Hamza                                                    | 19.78       | Jaco Engelbrecht                                                          | 19.55       |
| Lancio del disco (dettagli) | Russell Tucker                                                                       | 60.41       | Essohounamondom Tchalim                                                | 52.72       | Franck Elemba                                                             | 50.30       |
| Lancio del martello (dettagli) | Mostafa Al-Gamel                                                                     | 74.92       | Chris Harmse                                                           | 73.49       | Nicholas Li Yun Fong                                                      | 59.36       |
| Lancio del giavellotto (dettagli) | Ihab El-Sayed                                                                        | 85.37       | John Ampomah                                                           | 82.94       | Phil-Mar van Rensburg                                                     | 76.85       |
| Prove multiple |                                                                                      |             |                                                                        |             |                                                                           |             |
| Decathlon (dettagli) | Guillaume Thierry                                                                    | 7591 p.     | Atsu Nyamadi                                                           | 7478 p.     | Fredriech Pretorius                                                       | 7186 p.     |
| record mondiale; record mondiale stagionale; record africano; record dei Giochi; record nazionale; record personale; record personale stagionale. |                                                                                      |             |                                                                        |             |                                                                           |             |

### Donne
| Specialità | Oro                                                                    | Prestazione | Argento                                                                       | Prestazione | Bronzo                                                                                | Prestazione |
| Corse piane |                                                                        |             |                                                                               |             |                                                                                       |             |
| 100 m (dettagli) | Marie-Josée Ta Lou                                                     | 11.02       | Eunice Kadogo                                                                 | 11.47       | Pon-Karidjatou Traoré Adeline Gouenon                                                 | 11.49       |
| 200 m (dettagli) | Marie-Josée Ta Lou                                                     | 22.57       | Ngozi Onwumere                                                                | 23.24       | Lawretta Ozoh                                                                         | 23.37       |
| 400 m (dettagli) | Kabange Mupopo                                                         | 50.22       | Patience Okon George                                                          | 50.71       | Tjipekapora Herunga                                                                   | 51.55       |
| 800 m (dettagli) | Caster Semenya                                                         | 2:00.97     | Annet Mwanzi                                                                  | 2:01.54     | Chaltu Shume                                                                          | 2:01.59     |
| 1500 m (dettagli) | Dawit Seyaum                                                           | 4:16.69     | Beso Sado                                                                     | 4:18.86     | Beatrice Chepkoech                                                                    | 4:19.16     |
| 5000 m (dettagli) | Margaret Kipkemboi                                                     | 15:30.15    | Rosemary Monica Wanjiru                                                       | 15:30.18    | Alice Aprot Nawowuna                                                                  | 15:31.82    |
| 10000 m (dettagli) | Alice Aprot                                                            | 31:24.18    | Gladys Kiptagelai                                                             | 31:36.87    | Gelete Burka                                                                          | 31:38.33    |
| Corse a ostacoli |                                                                        |             |                                                                               |             |                                                                                       |             |
| 100 m ostacoli (dettagli) | Oluwatobiloba Amusan                                                   | 13.15       | Gnima Faye                                                                    | 13.28       | Lindsay Lindley                                                                       | 13.30       |
| 400 m ostacoli (dettagli) | Amaka Ogoegbunam                                                       | 55.86       | Ajoke Odumosu                                                                 | 57.63       | Lilianne Klaasman                                                                     | 58.68       |
| 3000 m siepi (dettagli) | Sofia Assefa                                                           | 9:51.30     | Hiwot Ayalew                                                                  | 9:51.94     | Purity Cherotich Kirui                                                                | 9:52.54     |
| Staffette |                                                                        |             |                                                                               |             |                                                                                       |             |
| 4×100 m (dettagli) | Nigeria Cecilia Francis Blessing Okagbare Ngozi Onwumere Lawretta Ozoh | 43.10       | Ghana Flings Owusu-Agyapong Gemma Acheampong Beatrice Gyaman Janet Amponsah   | 43.72       | Costa d'Avorio Roswita Okou Adeline Gouenon Adjona Triphene Kouame Marie-Josée Ta Lou | 43.98       |
| 4×400 m (dettagli) | Nigeria Rita Ossai Funke Oladoye Tosin Adeloye Patience Okon George    | 3:27.12     | Botswana Lydia Mashila Goitseone Seleka Galefele Moroko Christine Botlogetswe | 3:32.84     | Kenya Hellen Syombua Annet Mwanzi Winnie Chebet Maureen Nyatichi                      | 3:35.91     |
| Corse su strada |                                                                        |             |                                                                               |             |                                                                                       |             |
| Marcia 20 km (dettagli) | Grace Wanjiru Njue                                                     | 1:38.28     | Aynalem Eshetu Shefrawe                                                       | 1:36.49     | Askale Tiksa                                                                          | 1:42.25     |
| Mezza maratona (dettagli) | Mamitu Deska                                                           | 1:12.42     | Worknesh Degefa                                                               | 1:12.42     | Yebergal Melese                                                                       | 1:12.42     |
| Salti |                                                                        |             |                                                                               |             |                                                                                       |             |
| Salto in alto (dettagli) | Lissa Labiche                                                          | 1.91        | Doreen Amata                                                                  | 1.85        | Julia du Plessis                                                                      | 1.80        |
| Salto con l'asta (dettagli) | Syrine Ebondo                                                          | 4.10        | Dorra Mahfoudhi                                                               | 4.10 =      | Alima Ouattara                                                                        | 3.40        |
| Salto in lungo (dettagli) | Joëlle Mbumi Nkouindjin                                                | 6.31        | Romaissa Belabiod                                                             | 6.30        | Lissa Labiche                                                                         | 6.25        |
| Salto triplo (dettagli) | Joëlle Mbumi Nkouindjin                                                | 13.75       | Blessing Ibrahim                                                              | 13.52       | Nadia Eke                                                                             | 13.40       |
| Lanci |                                                                        |             |                                                                               |             |                                                                                       |             |
| Getto del peso (dettagli) | Auriole Dongmo                                                         | 17.13       | Claire Uke                                                                    | 16.64       | Sonia Smuts                                                                           | 15.92       |
| Lancio del disco (dettagli) | Claire Uke                                                             | 54.25       | Ischke Senekal                                                                | 50.53       | Julia Agawu                                                                           | 49.08       |
| Lancio del martello (dettagli) | Lætitia Bambara                                                        | 66.91       | Amy Sène                                                                      | 63.94       | Jennifer Batu                                                                         | 62.13       |
| Lancio del giavellotto (dettagli) | Kelechi Nwanaga                                                        | 52.70       | Zuta Mary Nartey                                                              | 50.93       | Jo-Ane van Dyk                                                                        | 50.52       |
| Prove multiple |                                                                        |             |                                                                               |             |                                                                                       |             |
| Eptathlon (dettagli) | Uhunoma Osazuwa                                                        | 5892 p.     | Odile Ahouanwanou                                                             | 5734 p.     | Marthe Koala                                                                          | 5664 p.     |
| record mondiale; record mondiale stagionale; record africano; record dei Giochi; record nazionale; record personale; record personale stagionale. |                                                                        |             |                                                                               |             |                                                                                       |             |

## Discipline paralimpiche

### Uomini
| Specialità                    | Oro                  | Prestazione | Argento                    | Prestazione | Bronzo                           | Prestazione |
| Corse piane                   |                      |             |                            |             |                                  |             |
| 100m T11                      | Ananias Shikongo     | 11.45       | Olusegun Francis Rotawo    | 11.63       | Charles Christol Atangana Ntsama | 11.84       |
| 100m T37                      | Fanie van der Merwe  | 11.60       | Sofiane Hamdi              | 12.36       | Oumar Sidibe                     | 12.81       |
| 100m T54                      | Fathi Zouinkhi       | 14.88       | Raphael Botsyo Nkegbe      | 15.24       | Maamar Harachif                  | 15.40       |
| 200m T11                      | Ananias Shikongo     | 23.00       | Olusegun Francis Rotawo    | 23.68       | Jose Chamoleia                   | 23.95       |
| 200m T12                      | Jonathan Ntutu       | 22.47       | Hilton Langenhoven         | 22.69       | Djamil Nasser                    | 22.99       |
| 400m T11                      | Ananias Shikongo     | 51.63       | Jose Chamoleia             | 52.74       | Samwel Kimani                    | 53.19       |
| 400m T12                      | Henry Nzungi         | 49.84       | Achraf Lahouel             | 50.17       | Bati Megeresa                    | 51.11       |
| 400m T13                      | Johannes Nambala     | 48.49       | Abdelatif Baka             | 48.68       | Demisse Tramiru                  | 49.61       |
| 400m T46                      | Cliff Muvunyi Hermas | 49.16       | Elias Ndimulunde           | 49.52       | Jean-Luc Noumbo Kouame           | 50.19       |
| 800m T54                      | Yassine Gharbi       | 1:50.74     | Patrick Yaw Obeng          | 1:52.56     | Fathi Zouinkhi                   | 1:52.81     |
| 1500m T46                     | Samir Nouiaua        | 3:57.54     | David Emong                | 3:59.41     | Steper Wanboua                   | 4:00.74     |
| 1500m T53/54                  | Yassine Gharbi       | 3:36.91     | Yaw Obeng Patrick          | 3:37.95     | Fathi Zouinkhi                   | 3:38.32     |
| Lanci                         |                      |             |                            |             |                                  |             |
| Lancio del giavellotto F42/44 | Márcio Fernandes     | 50.91       | Kheireddine Ougour         | 39.95       | Gbolahan Olaiya                  | 41.91       |
| Lancio del giavellotto F56/57 | Youssoupha Diouf     | 40.24       | Ramadan Elattar Mahmoud    | 39.42       | Raed salem                       | 38.54       |
| Lancio del disco 43/44        | Abdurraouf Said      | 41.70       | Márcio Fernandes           | 40.07       | Gbolahan Olaiya                  | 39.63       |
| Lancio del disco F54/56       | Ibrahim Ibrahim      | 37.95       | Edosomwan Osahon           | 29.73       | Anthony Imbimoh                  | 28.69       |
| Getto del peso F42            | Tyrone Pillay        | 11.28       | Waleed Ali Mousa Ashteebah | 10.50       | Heugene Murray                   | 9.94        |
| Getto del peso F54/55         | Rene Gobe Christian  | 9.75        | Mourad Bachir              | 9.42        | Osahon Edosomwan                 | 8.52        |
| Getto del peso F56/57         | Amarakuo Solomon     | 10.61       | Emeka Kiyem                | 11.70       | Mohamed Ouchene                  | 11.33       |

### Donne
| Specialità                    | Oro                     | Prestazione | Argento                  | Prestazione | Bronzo            | Prestazione |
| Corse piane                   |                         |             |                          |             |                   |             |
| 100m T11                      | Lovina Onyegbule        | 12.64       | Fatimata Brigitte Diasso | 12.94       | Esperanca Gilcaso | 13.12       |
| 100m T13                      | Christine Akullo        | 13.34       | Johanna Pretorius        | 13.58       | Laina Sithole     | 13.63       |
| 100m T37                      | Johanna Benson          | 14.39       | Neda Bahi                | 14.64       |                   |             |
| 200m T11                      | Lovina Onyegbule        | 25.27       | Fatimata Brigitte Diasso | 26.08       | Lahja Ishitile    | 26.26       |
| 200m T12                      | Edmilsa Luciano Governo | 25.62       | Maria Muchavo            | 25.87       | Najah Chouaya     | 27.02       |
| 400m T13                      | Souhila Lounis          | 59.62       | Denise Dividas           | 1:01.20     | Johanna Pretorius | 1:02.16     |
| Lanci                         |                         |             |                          |             |                   |             |
| Lancio del giavellotto F54/56 | Hania Aidi              | 16.94       | Flora Ugwunwa            | 13.93       | Mariam Coulibaly  | 12.97       |
| Lancio del disco F54/57       | Flora Ugwunwa           | 18.54       | Nassima Saifi            | 33.01       | Njideka Iyiazi    | 26.67       |
| Getto del peso F54-57         | Nassima Saifi           | 10.66       | Safia Djalal             | 10.65       | Njideka Iyiazi    | 10.46       |

## Medagliere
La nazione ospitante è evidenziata
| Posiz. | Nazione        | Oro | Argento | Bronzo | Totale |
| ------ | -------------- | --- | ------- | ------ | ------ |
| 1      | Nigeria        | 8   | 9       | 4      | 21     |
| 2      | Etiopia        | 6   | 5       | 6      | 17     |
| 3      | Kenya          | 5   | 9       | 6      | 20     |
| 4      | Costa d'Avorio | 5   | 0       | 4      | 9      |
| 5      | Sudafrica      | 4   | 2       | 8      | 14     |
| 6      | Botswana       | 3   | 2       | 1      | 6      |
| 7      | Camerun        | 3   | 0       | 0      | 3      |
| 8      | Algeria        | 2   | 4       | 2      | 8      |
| 9      | Egitto         | 2   | 1       | 0      | 3      |
| 10     | Senegal        | 1   | 3       | 0      | 4      |
| 11     | Tunisia        | 1   | 1       | 2      | 4      |
| 12     | Burkina Faso   | 1   | 0       | 2      | 3      |
| 12     | Rep. del Congo | 1   | 0       | 2      | 3      |
| 14     | Eritrea        | 1   | 0       | 1      | 2      |
| 14     | Mauritius      | 1   | 0       | 1      | 2      |
| 14     | Seychelles     | 1   | 0       | 1      | 2      |
| 17     | Zambia         | 1   | 0       | 0      | 1      |
| 18     | Ghana          | 0   | 5       | 3      | 8      |
| 19     | Namibia        | 0   | 1       | 2      | 3      |
| 20     | Benin          | 0   | 1       | 1      | 2      |
| 21     | Gibuti         | 0   | 1       | 0      | 1      |
| 21     | Sudan          | 0   | 1       | 0      | 1      |
| 21     | Togo           | 0   | 1       | 0      | 1      |
| 24     | Mali           | 0   | 0       | 1      | 1      |
| Totale |                | 46  | 46      | 47     | 139    |